# (5590) 1990 VA
(5590) 1990 VA est un astéroïde Aton et cythérocroiseur découvert le 9 novembre 1990 par le projet Spacewatch à Kitt Peak.
Sa distance minimale d'intersection de l'orbite terrestre est de 0,1215 ua.